# Takama similis
Takama similis är en insektsart som beskrevs av Irena Dworakowska 1979. Takama similis ingår i släktet Takama och familjen dvärgstritar. Inga underarter finns listade i Catalogue of Life.